# 斎藤真美
斎藤 真美（さいとう まみ、1988年10月7日 - ）は、朝日放送テレビ（ABCテレビ）所属のアナウンサー。毎日放送（MBS）出身のフリーアナウンサー・斎藤裕美は実姉に当たる。

## 来歴
大阪府大阪市淀川区の出身で、姉と同じ小・中・高校、大学（神戸大学海事科学部マリンエンジニア学科）に進学。大学在学中には船舶用エンジンの機械設計や、およそ1か月にわたって日本列島を縦断する航海実習などを経験した。その一方で、在学中の2010年には、今宮戎神社（大阪市）の2011年「福娘」（45名）および「福娘代表」（4名）の内の1名に選出された。また、『今ちゃんの「実は…」』（朝日放送テレビ）の「街で見かけるあの娘の素顔は実は…」（ロケコーナー）で、千鳥からのインタビューを受けた。
大学在学中の就職活動で在京局のアナウンサー試験を受けたところ、採用の内定を得た。しかし、後に受験した在阪局の朝日放送（当時）からも内定が伝えられると、「地元の大阪（で働いた方）が良い」という理由で同局への入社を即決した。
大学卒業後の2012年に、アナウンサーとして朝日放送へ正式に入社。同年7月3日放送の『おはよう朝日です』（朝日放送テレビ）と『おはようパーソナリティ道上洋三です』（朝日放送ラジオ、以下『おはパソ』と略記）で番組デビューを果たした。入社当初は、姉の裕美も在阪他局（毎日放送）のアナウンサーであったことから、全国でも珍しい「（同じ時期に別々の放送局へ勤務する）姉妹アナウンサー」として取材を受けることもあった。
2012年10月からは、『キャスト』の月曜日17時台に新設されたランキング調査、紹介コーナー「アレ・キニナール? ランキング」のリポーターとしてレギュラー出演。朝日放送ラジオでも、『堀江政生のほりナビ!!』ナイターオフ編成版の水曜日で、2012年度・2013年度に堀江政生のアシスタントを務めた。その一方で、同年11月16日に朝日放送テレビで放送された『探偵!ナイトスクープ』の「爆笑!小ネタ集!!『シャーペンかぶってんねん』」のロケには、中学生時代の同級生（男性）や、探偵役の石田靖とともに登場。
2014年4月から2015年3月までは、『おはようコールABC』木・金曜日でサブキャスター、『教えて!ニュースライブ 正義のミカタ』（いずれも朝日放送テレビが午前中に関西ローカルで生放送）でアシスタントを担当。2015年4月以降は横山太一・桂紗綾（同年9月28日から2020年10月2日の最終回までは横山とのダブル司会）で、『おはようコールABC』の全曜日（月 - 金曜日）に出演している。さらに、同年10月1日放送分からは、姉の裕美が木・金曜日のニュースキャスターを担当。レギュラー番組では初めて、姉妹で共演していた。
また、朝日放送テレビ制作・テレビ朝日系列全国ネットの番組にも随時出演。2013年・2014年の1月1日には、新春特別番組『芸能人格付けチェック!』シリーズで、前年まで「格付けマダム」として出演してきた赤江珠緒に代わる「格付けアナ」として出演。2013年には、2月17日に放送の特別番組『KAMIWAZA〜神芸〜2013』でアシスタントを担当したほか、『速報!甲子園への道』全国ネットパートでメインキャスターを務めた。ビートたけしの司会による『家庭の医学』シリーズでも、『たけしの健康エンターテインメント!みんなの家庭の医学』時代の2015年4月21日放送分から、『名医とつながる!たけしの家庭の医学』時代の2017年12月26日放送分まで、アシスタントを担当している。
姉の裕美に続いて、2020年9月末に一般男性と結婚。『おはようコールABC』の最終回では、その旨を初めて公表したうえで、結婚後も朝日放送テレビアナウンサーとしての活動を続けることを明かした。最終回の翌週（10月10日）から、『おはよう朝日土曜日です』の司会を担当。横山とは、2022年3月まで『なるみ・岡村の過ぎるTV』、翌4月から2023年9月まで水曜日の『newsおかえり』（平日夕方の関西ローカル向け報道・情報番組）を共同で進行していた。
2024年10月末より、産休。

## 人物
趣味は、星空の鑑賞、食べ歩き、旅行で、好きな映画は『風の谷のナウシカ』。
星空の鑑賞については、「北野高校1年生の時に西はりま天文台へ泊まり込んで課外研修を受けたことをきっかけに興味を持ち始めた」とのことで、プラネタリウムや天体観測地を頻繁に訪問。「工学を浅く広く勉強したかった」という理由で理系の学部（神戸大学海事科学部）に所属していた大学生時代には天文学と縁がなかったものの、朝日放送への入社後に、西はりま天文台のグループ宿泊施設で学生時代の仲間と同窓会を開いたことがある。
お笑いも好きで、入社時の自己紹介では、「親しみやすいアナウンサーを目指す」「『ナイトinナイト』などのバラエティ番組をいつか担当したい」といった抱負を披露していた。また、運動が得意でないことを自認しながらも、2012年11月25日には朝日放送テレビの番組企画の一環として「第2回神戸マラソン」でフルマラソンに初挑戦。6時間7分32秒のタイムで完走した。
身長は169cm。2014年3月16日に京セラドーム大阪で開かれたファッションイベント「KANSAI COLLECTION2014 SPRING&SUMMER」では、喜多ゆかりと共にライブパートのMCを務めるかたわら、ショーモデルとしてランウェイを歩いた。2015年4月以降は、『たけしの健康エンターテインメント!みんなの家庭の医学』（朝日放送テレビ制作・テレビ朝日系列で放送の全国ネット番組）のアシスタントを喜多から引き継いでいる。

## 出演番組・作品

### 現在

#### テレビ
- おはよう朝日土曜日です（2020年10月10日 -2024年10月26日 ）
  - 先輩アナウンサー・北村真平とのコンビで司会を担当。
- なるみ・岡村の過ぎるTV（2013年10月 - ）
  - 当初は、同僚の女性アナウンサーと交互に出演。MCのなるみが第1子の懐妊に伴う産前産後休暇へ入った後（2015年12月放送分）から、横山太一（当時『おはようコールABC』のメインキャスターを共同で担当していた先輩アナウンサー）とのコンビで進行役を務めていた。同番組の終了後も横山と揃って出演していたが、横山が『newsおかえり』（平日夕方の報道・情報番組）のメインキャスターへ起用された2022年4月以降は単独で進行。
- ABC NEWS（不定期）

#### ラジオ
- ABCニュース（不定期）
  - 『おはようコールABC』の出演曜日拡大後から終了までは、担当から事実上外れていた。終了の翌週（2020年10月第2週）から担当を再開。
- ミュータマ（2021年4月3日 - ）

#### CM
- ABCハウジング（テレビ・ラジオとも、2022年10月から単独で出演）

### 過去

#### テレビ
- 全国高校野球選手権大会中継
  - 入社1年目の2012年から、「燃えろ!ねったまアルプス」（阪神甲子園球場アルプススタンドからの応援中継）のリポーターを担当。2013年・2014年・2016年・2018年には、「甲子園スタジオ」のキャスターを務めていた。
- キャスト月曜日（2012年10月 - 2015年3月、コーナーキャスター）
  - 2012年10月から2013年9月までは、「アレ・キニナール?ランキング」（月曜日に放送されていたランキング調査・紹介コーナー）のみ出演。2013年10月28日以降の月曜日には、「ヤノスポ」で（当時矢野燿大が進行していたスポーツコーナー）および清水とおる（気象予報士）が出演する天気予報コーナーのパートナーと、「キャストレ!」（当時18時台で放送されていたトレンド情報コーナー）の進行役兼リポーターを兼務していた。
- 探偵!ナイトスクープ（2012年11月16日 小ネタの中で登場（前述）、2018年8月24日・8月31日 見習い秘書）
- 速報!甲子園への道（2012年・2013年）
  - 入社1年目の2012年に、関西ローカルパートにアシスタントとして出演。2013年には、角野友紀（2015年4月からフリーアナウンサーに転身）、竹内由恵、森葉子（いずれもテレビ朝日アナウンサー）と共同で全国ネットパートのメインキャスターを務めた。
- 神戸マラソン2012 新たなる自分へ（2012年12月1日）
  - 田口壮とともに、同番組の「フルマラソンチャレンジャー」として、第2回神戸マラソンでフルマラソンに初挑戦。
- 人気者でいこう!芸能人格付けチェックシリーズ（第10弾 - 第12弾）
- ビーバップ!ハイヒール（入社前から出演を希望していた『ナイトinナイト』枠木曜日の番組）
  - 「本当に恐ろしい!ニッポン異常気象最前線」（2013年1月31日放送分） - ゲリラ豪雨の実験リポートを担当。スタジオにも出演した。
  - 「あなたのルーツを解き明かす名字の謎」（2015年9月3日放送分）- 「データガール」の肩書でレギュラーを務める八塚彩美、大野聡美と共に、「プレミアム名字の由来クイズ」の出題者としてスタジオに登場。
- 知ってるor知ったか?クイズ!バレベルの塔（2013年1月5日放送のパイロット版、問題読み）
- KAMIWAZA?神芸?2013（2013年2月17日、アシスタント）
- 見知らぬ関西新発見!みしらん （「突撃みしらん」リポーター兼天気キャスター、2013年1月5日 - 9月21日）
- ABCお笑いグランプリ（2013年の第34回大会から一時リポーターを担当）
- 全国おもしろニュースグランプリ2013 朝日放送代表（2013年12月31日、テレビ朝日制作、全国ネット）
- 明石家さんまのコンプレッくすっ杯 （2014年1月10日、アシスタント）
- 教えて!ニュースライブ 正義のミカタ（2014年4月5日 - 2015年3月、アシスタント）
- おはようコールABC（2014年4月 - 2020年10月2日、月 - 金曜日メインキャスター）
  - 2015年3月までは、主に木・金曜日のエンタメキャスターを務めていた。同年4月からは、月 - 水曜日にも出演。同年10月1日から2017年3月までは、姉の裕美が木・金曜日のニュースキャスターを担当していた関係で、裕美との姉妹ロケに臨むこともあった。
- クイズプレゼンバラエティー Qさま!!（2015年5月18日、テレビ朝日制作、全国ネット） - 朝日放送を代表する格好で、「国立大学出身チーム」のメンバーとして出演。
- 名医とつながる!たけしの家庭の医学（2017年7月11日 - 2017年12月26日、アシスタント）
  - 前身番組『たけしの健康エンターテインメント!みんなの家庭の医学』第3代（最終）アシスタント（2015年4月21日 - 2017年6月6日）から、司会のビートたけしと揃って続投。全国ネットでは自身初のレギュラー番組であった『みんなの家庭の医学』時代から、『おはようコールABC』（大阪の本社スタジオでの生放送）への出演スケジュールとの兼ね合いで、隔週木曜日には『おはようコール』への出演後に日帰りで東京メディアシティでの収録に臨んでいた[15]。
- サンデーLIVE!!（2018年1月7日・8月22日・12月9日、テレビ朝日・朝日放送・メ〜テレ共同制作、全国ネット） - 「朝メシLIVE!!」のコーナーで奈良県奈良市、京都府京都市から中継リポート。
- 耐え子の日常 第22話（2020年3月1日、おばちゃん店員役）
- ほな行こCar! 寄りみちドライブ（2020年11月15日 -　2024年9月15日※番組自体の最終回）
  - 先輩アナウンサー（番組を開始した2020年10月から2022年5月放送分までは当時アナウンサーだった八塚彩美→以降は現職アナウンサーの桂紗綾）と、コースごとに交代で出演。NEXCO西日本（朝日放送テレビの放送対象地域を含めた西日本エリアの高速道路・自動車専用道路を運営する特殊会社）が単独で提供している関係で、八塚→桂と同じく、ロケの最中にはゲストを乗せた乗用車を実際に運転していた。
- newsおかえり（2022年4月6日 - 2023年9月27日）
  - 「日替わりMC」の1人として、毎週水曜日に横山とのコンビで進行。

#### ラジオ
- 堀江政生のほりナビ!!（2012年度・2013年度のそれぞれ下半期、パートナー）
- 斎藤真美のもうすぐ先輩!（2013年3月3日 - 3月31日、日曜7:05 - 7:15）
  - 入社後初の冠番組として、2013年3月の期間限定で5回放送。
- 斎藤真美のちょびっと（2015年11月30日 - 12月2日）
- 桑原征平粋も甘いも
  - 2019年11月13日（水曜日） - 後述する『日曜は松喬日和』を隔週水曜日に収録していた縁で、 総合司会を務める「ABCラジオまつり2019」の宣伝を目的に、「征平の1時の一字」（13時台前半）にゲストで出演。
  - 2019年12月 - 「粋甘流☆美女と野獣NEO」（水曜13時台後半）にて、唱歌「お正月」の替え歌「お征平」を歌唱[16]。
  - 2021年2月18日（木曜日） - 「征平の、女子アナさんいらっしゃい!」（13時台前半）にゲストで出演。
- 日曜は松喬日和（2019年10月6日 - 2020年9月27日）
  - 先輩アナウンサーの塚本麻里衣から、笑福亭松喬 (7代目)のアシスタントを継承。
- 横山太一のピカイチ☆ブランチ!（2021年4月9日）
  - 横山のパートナーを務める小原正子（クワバタオハラ）の休演に伴う代演。

#### 映画
- 後妻業の女（2016年8月27日公開、東宝） - 朝日放送の本社がある大阪が作品の舞台になっていることから、在阪民放テレビ5局に勤務するアナウンサー5名が一堂に会したシーンで、朝日放送の代表として大吉洋平（毎日放送）、高橋真理恵（関西テレビ）、庄野数馬（テレビ大阪〈当時〉）、平松翔馬（読売テレビ）と共演[17]。